# Hardybodes flabellatus
Hardybodes flabellatus är en kvalsterart som beskrevs av Sandór Mahunka 1995. Hardybodes flabellatus ingår i släktet Hardybodes och familjen Carabodidae. Inga underarter finns listade i Catalogue of Life.